# Alte Osterbek
Die Alte Osterbek [ˈoːstɐˌbeːk] ist ein kleiner Bach in Hamburg. Er ist ein Überbleibsel des ehemaligen Verlaufes der Osterbek und mündet heute in ebendiese.

Der Bach verläuft größtenteils entlang der Straße An der Osterbek. Er beginnt auf Höhe der Straße In der Niederung, unterquert zwei Mal die Straße Moorgrund. Er mündet in die Osterbek kurz vor einem Rückhaltebecken.

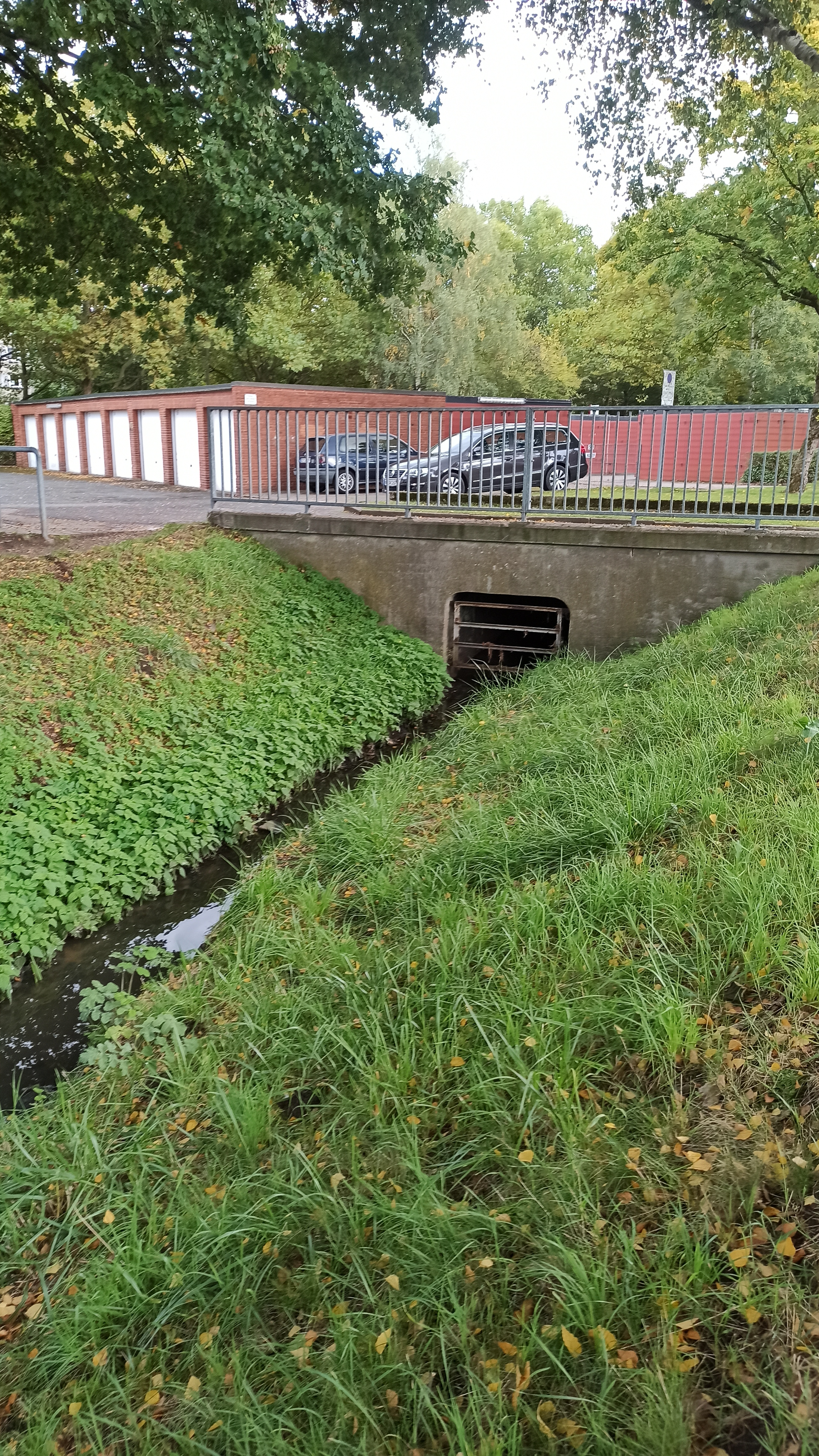
Alte Osterbek tritt an die Oberfläche
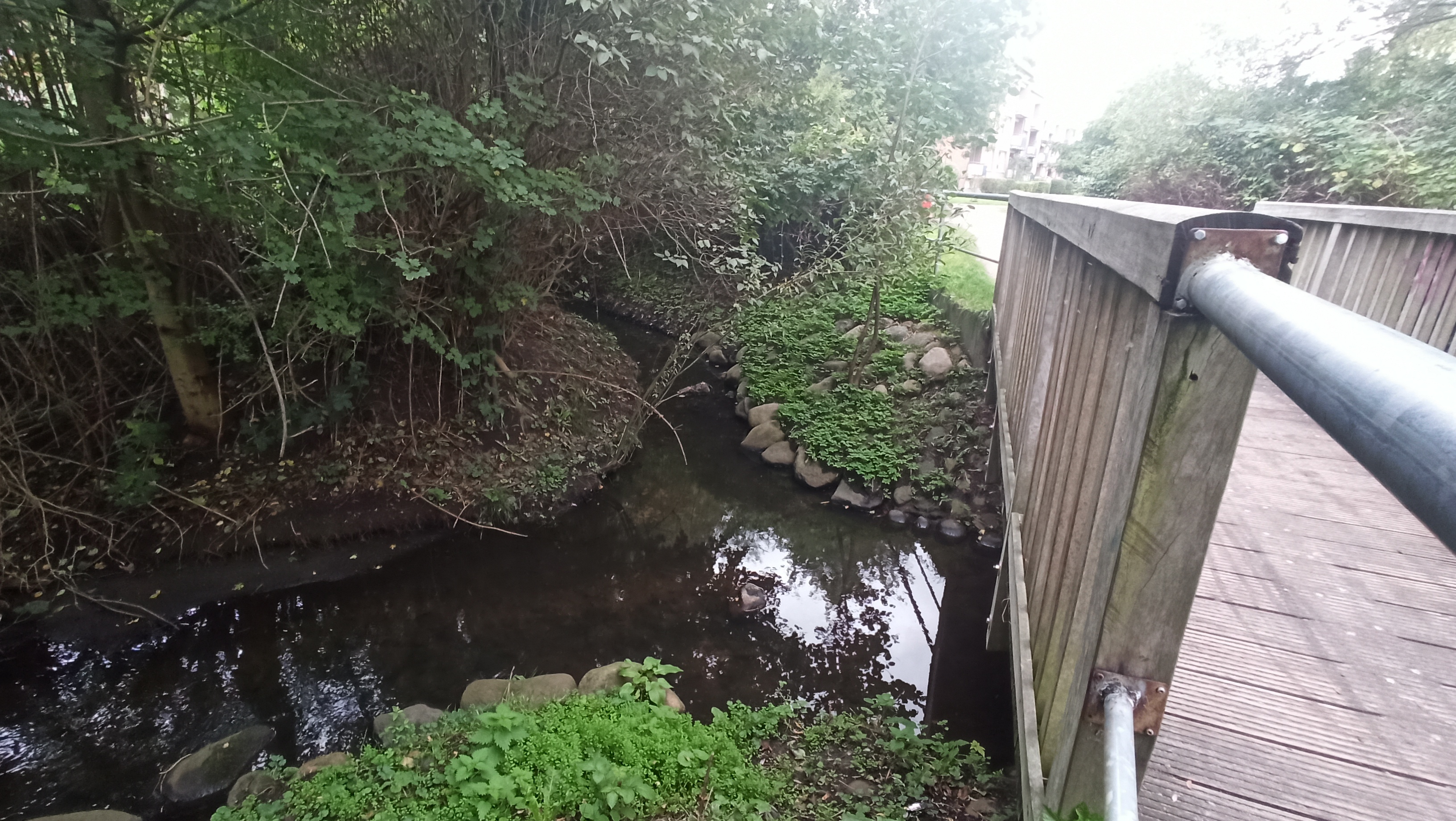
Mündung in die Osterbek